# الأكاديمية العسكرية لمختلف الأسلحة
الأكاديمية العسكرية لمختلف الأسلحة - الرئيس الراحل هواري بومدين أعرق مؤسسة تأهيل وتدريب للجيش الوطني الشعبي الجزائري. تقع بمدينة شرشال الساحلية التابعة لولاية تيبازة.
تتخصص في تكوين طلبة ضباط عاملين كما يتميز التكوين فيها بالصرامة والانضباط الشديد وهذا لتكوين قادة المستقبل.
الأكاديمية العسكرية لمختلف الأسلحة بشرشال التي تعد أول مؤسسة تكوينية عسكرية للجزائر المستقلة أنشأت في جوان 1963 تحت تسمية المدرسة العسكرية لمختلف الأسلحة حيث كانت تسهر على تكوين الضباط وضباط الصف سليلي جيش التحرير الوطني.
ابتداء من 1996 أصبحت هذه المؤسسة تشرف على تكوين ضباط الاحتياط للخدمة الوطنية ثم تكوين الضباط العاملين بداية من 1973. وفي 1974 أعيد تنظيم المؤسسة بترقيتها إلى مصاف كلية عسكرية لمختلف الأسلحة تضمن دورات تكوينية لضباط قيادة الأركان وكذا دورات تأهيلية بداية من 1978.
في 1979 أصبحت المؤسسة تعرف بالأكاديمية العسكرية لمختلف الأسلحة قبل أن تلحق في 1991 بقيادة القوات البرية حيث أصبحت توفر تكوينا عاليا لضباط قيادة الأركان وتكوينا قاعديا للطلبة الضباط العاملين والتكوين المتخصص للضباط حاملي الشهادات الجامعية. ان استمرارية المدرسة العسكرية في شرشال يدل على ان المدرسة مرت في أوقات مختلفة عبر هويات مختلفة أيضا. و خلال الحرب العالمية الثانية اعطت المدرسة الأولوية للشباب في المسابقات التطبيقية. بعد الحرب أعطيت المدرسة مهمة تكوين ضباط الصف وضباط الاحتياط المشاة. لذا كان التجنيد والبرامج التكوينية ليست هي نفسها الموجودة في نفس الوقت في فرنسا.
من 1942 إلى عام 1962، كانت الحاجة لتدريب أكثر عدد ممكن من كوادر الجيش الفرنسي لانه خلال هذه الفترة كانت فرنسا في فترة حرب مستمرة، والصراعات الاستعمارية خليفة الحرب العالمية الثانية في كل من الهند الصينية و 1954-1962 في الجزائر. تخرج من الأكاديمية المئات من الإطارات، بعضهـم يشكلـون اليـوم قمــة الهــرم القيادي في الجيش الوطني الشعبي، كما تقلد بعضهم الآخر مناصب سامية في الدولة الجزائرية. كما تكوّن بها العديد من الإطارات الإفريقية والعربيــة، تبوأ بعضهــم أعلى المناصب في بلدانهم.